# Kororia
Kororia is een geslacht van weekdieren uit de  familie van de Clausiliidae.

## Soort
- Kororia palaensis (Semper, 1870)